# Yzosse
Yzosse (okzitanisch Isòssa) ist eine französische Gemeinde mit 384 Einwohnern (Stand 1. Januar 2022) im Département Landes in der Region Nouvelle-Aquitaine. Sie gehört zum Arrondissement Dax und zum Gemeindeverband Grand Dax. Die Bewohner nennen sich Yzossais.

## Geografie
Die Gemeinde Yzosse liegt in der Landschaft Marensin am Rande der weitläufigen Landes de Gascogne, dem größten Waldgebiet Westeuropas, unmittelbar östlich von Dax und etwa 35 Kilometer östlich von Capbreton und der Atlantikküste. Der Fluss Adour bildet die nordwestliche Gemeindegrenze.
Nachbargemeinden von Yzosse sind Saint-Vincent-de-Paul im Norden, Candresse im Osten, Narrosse im Süden, Dax im Westen sowie Saint-Paul-lès-Dax im Nordwesten.
Zu Yzosse gehören die Ortsteile Lacrouzade, Lanotte, Coudisclat, Piquegru, Lagrange, Houdi, Tauzia, Castaing und Fourrou. Der Weiler Le Grand Braou liegt am Fluss Adour.
Das 5,38 km² umfassende Gemeindegebiet besteht aus Acker-, Verkehrs- und Wohnflächen. Im Norden finden sich Waldgebiete, größtenteils aus Kiefern bestehend.
Seit den 1960er Jahren hat sich Yzosse zu einem städtischen Vorort von Dax entwickelt.

## Geschichte
Bei der Bildung der Gemeinden im Département Landes 1793 hieß die Gemeinde zunächst Isosse, ab 1801 Izosse und kurzzeitig später Yzosse.

### Bevölkerungsentwicklung
| Jahr      | 1962 | 1968 | 1975 | 1982 | 1990 | 1999 | 2006 | 2014 | 2022 |
| Einwohner | 301  | 298  | 291  | 333  | 312  | 430  | 389  | 374  | 384  |

In den Jahren 1793 und 1806 wurden mit je 159 Bewohnern die bisher geringsten Einwohnerzahlen ermittelt. Die Zahlen basieren auf den Daten von cassini.ehess und INSEE.

## Sehenswürdigkeiten
Die Pfarrkirche Saint-Pierre ist sehr einfach gehalten. Der quadratische Glockenturm ist mit einem Schieferdach gedeckt. Das mit einer halbrunden Apsis schließende Kirchenschiff hat ein Ziegeldach.

## Wirtschaft und Infrastruktur
In der Gemeinde sind 19 Landwirtschaftsbetriebe ansässig (Getreide- und Gemüseanbau, Milchwirtschaft, Pferde- und Geflügelzucht, Schweinehaltung).
Yzosse liegt an der Fernstraße D 32 von Dax nach Saint-Sever. Der Bahnhof Dax ist fünf Kilometer von Yzosse entfernt.

## Belege
1. ↑  Ortsname auf cassini.ehess.fr (französisch)
2. ↑  Yzosse auf cassini.ehess
3. ↑  Yzosse auf INSEE
4. ↑  Kirche auf visites.aquitaine.fr (Memento vom 4. März 2016 im Internet Archive) (französisch)
5. ↑  Landwirtschaftsbetriebe auf annuaire-mairie.fr (französisch)